# Agabus punctulatus
Agabus punctulatus är en skalbaggsart som beskrevs av Aubé 1838. Agabus punctulatus ingår i släktet Agabus och familjen dykare. Inga underarter finns listade i Catalogue of Life.